# Yoshimura Toshihiro
Toshihiro Yoshimura (sinh ngày 28 tháng 6 năm 1971) là một cầu thủ bóng đá người Nhật Bản.

## Sự nghiệp câu lạc bộ
Toshihiro Yoshimura đã từng chơi cho Júbilo Iwata, Vissel Kobe và Oita Trinita.